# Ван-Бьюрен (округ, Мичиган)
Ван-Бью́рен (англ. Van Buren County) — округ в штате Мичиган, США. Официально образован в 1829 году. По состоянию на 2010 год, численность населения составляла 76 258 человек.

## География
По данным Бюро переписи США, общая площадь округа равняется 2 823,103 км2, из которых 1 572,132 км2 суша и 1 248,381 км2 или 44,000 % это водоёмы.

## Население
По данным переписи населения 2010 года в округе проживает 76 258 жителей в составе 28 928 домашних хозяйств и 20 434 семьи. Плотность населения составляет 48,50 человек на км2. На территории округа насчитывается 36 785 жилых строений, при плотности застройки около 23,40-ти строений на км2. Расовый состав населения: белые — 82,70 %, афроамериканцы — 3,90 %, коренные американцы (индейцы) — 0,70 %, азиаты — 0,40 %, гавайцы — 0,00 %, представители других рас — 10,20 %, представители двух или более рас — 0,10 %. Испаноязычные составляли 0,00 % населения независимо от расы.
В составе 33,40 % из общего числа домашних хозяйств проживают дети в возрасте до 18 лет, 53,00 % домашних хозяйств представляют собой супружеские пары проживающие вместе, 12,10 % домашних хозяйств представляют собой одиноких женщин без супруга, 29,40 % домашних хозяйств не имеют отношения к семьям, 24,00 % домашних хозяйств состоят из одного человека. Средний размер домашнего хозяйства составляет 2,61 человека, и средний размер семьи 3,07 человека.
Возрастной состав округа: 25,50 % моложе 18 лет, 7,80 % от 18 до 24, 23,70 % от 25 до 44, 29,30 % от 45 до 64 и 29,30 % от 65 и старше. Средний возраст жителя округа 40 лет. На каждые 100 женщин приходится 98,30 мужчин. На каждые 100 женщин старше 18 лет приходится 96,00 мужчин.
Средний доход на домохозяйство в округе составлял 44 242 USD, на семью — 53 642 USD. Среднестатистический заработок мужчины был 28 079 USD против 18 124 USD для женщины. Доход на душу населения составлял 21 495 USD. Около 10,00 % семей и 14,80 % общего населения находились ниже черты бедности, в том числе — 21,10 % молодёжи (тех, кому ещё не исполнилось 18 лет) и 11,80 % тех, кому было уже больше 65 лет.